# Jaechomorphus gracilis
Jaechomorphus gracilis is een keversoort uit de familie beekkevers (Elmidae). De wetenschappelijke naam van de soort werd in 1993 gepubliceerd door Kodada.